# 회룡초등학교 (전북)
회룡초등학교는 대한민국 전북특별자치도 정읍시 정우면 회룡리 108-2에 있었던 공립 초등학교이다.

## 연혁
- 1963년 1월 15일 정우국민학교 회룡분교 설립인가
- 1965년 2월 9일 회룡국민학교로 승격(8학급)
- 1985년 2월 9일 병설유치원 개원
- 1996년 3월 1일 회룡초등학교로 교명 변경
- 2012년 3월 1일 정우초등학교로 통합